# Ignelater novoae
Ignelater novoae is een keversoort uit de familie kniptorren (Elateridae). De wetenschappelijke naam van de soort is voor het eerst geldig gepubliceerd in 1998 door Fernandez Garcia, Ileana.